# Apistoneura
Apistoneura is een geslacht van vlinders uit de familie mineermotten (Gracillariidae).
Het geslacht omvat  één soort:
- Apistoneura psarochroma Vári, 1961